# Anetia numidia
Anetia numidia är en fjärilsart som beskrevs av Jacob Hübner 1819/26. Anetia numidia ingår i släktet Anetia och familjen praktfjärilar. Inga underarter finns listade i Catalogue of Life.